# Песє
Песє (словен. Pesje) — поселення в общині Кршко, Споднєпосавський регіон, Словенія. Висота над рівнем моря: 163,9 м.